# After The Rain (AIの曲)
『After The Rain』（アフター・ザ・レイン）は、AIの楽曲で、7枚目のシングル。2004年3月3日に発売。初回限定盤はジャケットデザインが異なり、DVDが付いている。

## 収録内容

### CD
1. After The Rain（5:03）
作詞：AI　作曲：T.KURA,MICHICO,AI 編曲：T.KURA
2. 無限（4:12）
作詞・作曲・編曲：今井大介
3. After The Rain [Instrumental]
4. 無限 [Instrumental]

### 初回盤付属DVD
1. After The Rain (PV)
2. Photo Session Making